# Bobby Hunt (cầu thủ bóng đá, sinh năm 1934)
Bobby Hunt (sinh ngày 4 tháng 9 năm 1934) là một cầu thủ bóng đá người Anh, thi đấu ở vị trí tiền vệ ở Football League cho Chester.